# Huta Fanny
Huta Fanny − huta cynku założona w 1822 roku w Bogucicach (obecnej dzielnicy Katowic). W 1833 roku jej właścicielem został Franz von Winckler. W 1860 roku nastąpiło połączenie z pobliską hutą Franz, a kompleks nosił nazwę Fanny-Franz. Huta zakończyła działalność w 1903 roku. Jej zabudowania stały do lat 60. XX wieku. Obecnie w tym miejscu znajduje się hala widowiskowo-sportowa Spodek.